# Мороскино
Моро́скино (рос. Мороскино, марій. Латансола) — присілок у складі Гірськомарійського району Марій Ел, Росія. Входить до складу Мікряковського сільського поселення.
Стара назва — Морозкино.

## Населення
Населення — 171 особа (2010; 208 у 2002).
Національний склад (станом на 2002 рік):
- гірські марійці — 96 %